# Clinton (Carolina del Norte)
Clinton es una ciudad ubicada en el condado de Sampson en el estado estadounidense de Carolina del Norte. Es sede del condado de Sampson. La localidad en el año 2000, tenía una población de 8.600 habitantes en una superficie de 20.7 km², con una densidad poblacional de 1219.1 personas por km².

## Geografía
Clinton se encuentra ubicada en las coordenadas 35°0′9″N 78°19′44″O / 35.00250, -78.32889. Según la Oficina del Censo, la localidad tiene un área total de 20,7 km² (8 mi²), de la cual 20,7 km² (8 mi²) es tierra y 0,1 km² (0 mi²) (0.28%) es agua.

### Localidades adyacentes
El siguiente diagrama muestra a las localidades en un radio de 20 kilómetros (12,4 mi) de Clinton.

## Demografía
En el 2000 la renta per cápita promedia del hogar era de $25.904, y el ingreso promedio para una familia era de $36.144. El ingreso per cápita para la localidad era de $15.672. En 2000 los hombres tenían un ingreso per cápita de $30.605 contra $21.654 para las mujeres. Alrededor del 23.30% de la población estaba bajo el umbral de pobreza nacional.